# Ivánka Sámuel
Draskóczi és jordánföldi Ivánka Sámuel (Belényes, Bihar megye, 1826. – Sárospatak, 1886. július 15.) evangélikus református főiskolai ének- és zenetanár. 

## Élete
Iparos szülők gyermeke. Tanulmányait szülőföldjén kívül a kisújszállási, s a debreceni iskolában végezte, ahol 1842-ben lépett a felsőbb osztályokba. Ez utóbbi helyen szegénysége, s a nehéz önfenntartási gondok miatt le kellett mondania vágyáról, hogy az egész kollégiumi pályát elvégezze, s 1843-ban Füzesgyarmatra (Békés megye) ment tanítónak. 1845-ben pedig Tordára (Sárrét) rektornak, s orgonistának; 1848-ban bihari leánytanító és orgonista lett; innét 1850-ben gyomai (Békés megye), 1854-ben pedig szentesi (Csongrád megye) kántor lett. 1860-ban a sárospataki főiskolához választatott meg ének- és zenetanárnak. 1870-től a sárospataki református egyház kisegítő, majd rendszeresített kántora volt. 1884-ben nyugalomba vonult. 

## Művei
- A magyar ref. egyházi éneklésről (Sp. Füz. 1857–58.).
- A magyar ref. énekvezérekről (Uo. 1858–1859.).
- A magyar ref. egyházi zene- és énektanárról (Uo. 1859.).
- Kis énektár. (Sárospatak, 1861.)
- Énekészi vezérkönyv (I. f.). (Uo. 1862.)
- Vezérkönyv és partitúra. (Uo. 1867.)
- Vezérkönyv a magyar reformált egyházi énekek öszhangzatos tanítására, énekkar vezetők részére (1864). (Egy eredeti példány a Bethlen Gábor Református Gimnázium és Szathmáry Kollégium könyvtárában elérhető)
- Karénektár. (Uo. 1868.)
- Temetési énektár. (Uo. 1869.)
- Elméleti és gyakorlati énekiskola. (Uo. 1870.)
- Egyházi énektár. (Uo. 1871.)
- Nehány szó a magyar ref. egyházi énekügy érdekében (Révész Figyelmezője, 1873.).
- Vélemény a ref. egyház új énekeskönyve felett (Uo. 1876.).
- Micsoda alapelvek… szerint volna célszerű… az egyházi énekeket tanítani (Uo. 1877.).
- Szemle a revideált énekeskönyv felett. (Sárospatak, 1877.)
- Óramutató a magyar ref. énekügy terén. (Uo. 1882.) (Egy eredeti példány a Bethlen Gábor Református Gimnázium és Szathmáry Kollégium könyvtárában elérhető)